# PalaPaternesi
Il PalaPaternesi è il maggiore palazzetto dello sport della città di Foligno, e il secondo dell'Umbria dopo il PalaEvangelisti di Perugia.
La capienza totale è di 2 015 spettatori.